# Andrea Pasta
 (mars 2025).
Si vous disposez d'ouvrages ou d'articles de référence ou si vous connaissez des sites web de qualité traitant du thème abordé ici, merci de compléter l'article en donnant les références utiles à sa vérifiabilité et en les liant à la section « Notes et références ».
Andrea Pasta est un médecin italien, né à Bergame le 27 mai 1706 et mort dans la même ville le 13 mars 1782.

## Biographie
Né le 27 mai 1706, à Bergame, où son père exerçait la médecine, il eut pour premier maître dans les lettres et les sciences son oncle paternel Alessandro Pasta, archiprêtre de Solto Collina. Il fit ses études médicales à l'université de Padoue, sous Jean-Baptiste Morgagni, qui fut ensuite son ami. Après y avoir reçu le grade de docteur, il alla s'établir à Bergame, où il pratiqua la médecine avec distinction et jouit de beaucoup de considération. Il fut proto-physicien de Bergame et doyen du collége de médecine de la même ville. Il mourut 13 mars 1782.

## Œuvres
- Epistolæ ad Alethophilum duæ, altera de motu sanguinis post mortem, altera de cordis polypo in dubium revocato, Bergame, 1737, in-8°. ll a publié une défense de cet ouvrage dans le tome 30 du recueil intitulé Raccolta d'opuscoli scientifici e filologici[1]. Pasta soutient dans ces deux lettres que les concrétions polypiformes qu'on trouve dans le cæur ne sont point une alfection idiopathique et qu'elles sont l'effet et non la cause des maladies qu'on leur attribue.
- Bibliotheca medici eruditi, Petro a Castro Bajonate auctore, nunc primum ab Andrea Pasta recensita atque aucta, Bergame, 1742. in-8° ;
- Discorso medico-chirurgico intorno allo flusso di sangue dall'utero nelle donne gravide, Bergame, 1748, in-8° ; 3e édition, Bergame, 1787, in-8°. L'auteur a ajonté à cette nouvelle édition une dissertation très-étendue sur la menstruation. Cet ouvrage renferme une vaste érudition ; il a été traduit en français par Alibert, sous le titre de Traité des pertes de sang chez les femmes enceintes, et des accidents relatifs aur flux de l'utérus qui succèdent à l'accouchement, Paris, 1800, 2 vol. in-8°. Alibert n'a pas traduit la dissertation sur la menstruation.
- Hippocratis aphorismi a Leoniceno versi, nunc vero recogniti et notis aucti, accedunt Hippocratis præsagia, Bergame, 1730, in-12, plusieurs fois réimprimé avec des additions. Les notes de Pasta sur Hippocrate se distinguent en ce qu'elles contiennent plusieurs observations pratiques confirmant les doctrines du père de la médecine.
- Voci, maniere di dire, e osservazioni di Toscani scrittori e per la maggior parte del Redi, raccolte e corredate di note da Andrea Pasta, Brescia, 1769, 2 vol. in-8°. C'est un dictionnaire des termes de médecine dont Redi est le principal auteur. Pasta a ajouté aux principaux articles des notes étendues.
- Le pitture notabili di Bergamo che sono esposte alla vista del publico, Bergame, 1775, in-8°.
- Consulti medici, Bergame, 1791, in-4°, ouvrage publié par Giuseppe Pasta ;
- Dei mali senza materia, discorso medico colla giunta di varii consulti medici inediti, Bergame, 1791, in-4°.

Giuseppe Pasta, son parent et son élève, a publié un abrégé de ses ouvrages et de sa doctrine qui a pour titre : Lo spirito della medicina del celebre Andrea Pasta, tratto da vari suoi scritti e dal suo esercizio medicinale, Bergame, 1790 in-8°.